# 路德維格·奧古斯特·柯丁

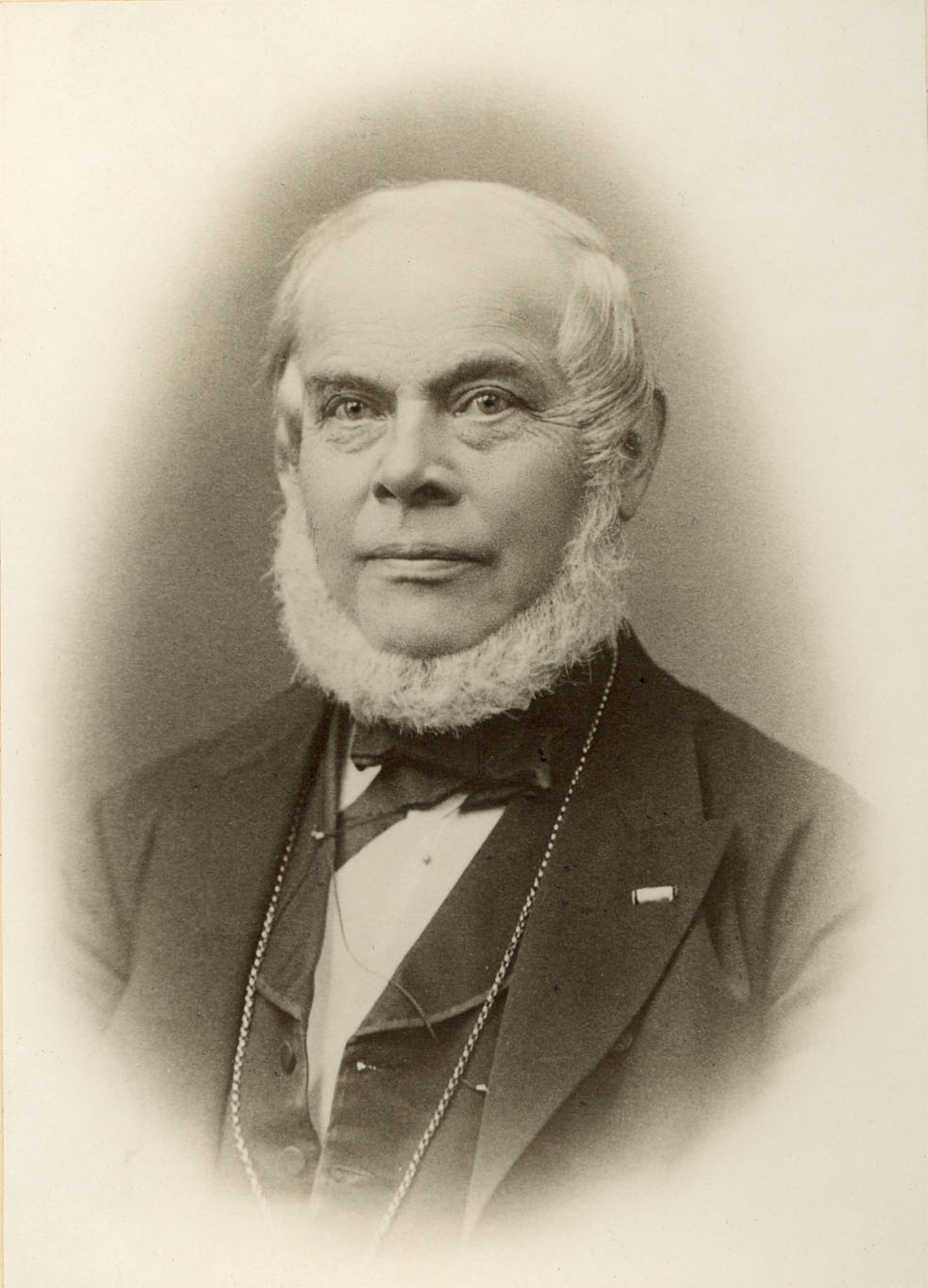
路德維格·奧古斯特·柯丁

路德維格·奧古斯特·柯丁（丹麥語：Ludwig August Colding，1815年7月12日—1888年4月21日）是一位丹麥土木工程師和物理學家，他與詹姆斯·普雷斯科特·焦耳和尤利烏斯·羅伯特·馮·邁爾幾乎同時闡明了能量守恆定律，惟被遺忘。

## 生平
路德維格·奧古斯特·柯丁出生於丹麥霍爾拜克，他的父親安德里亞斯·克利斯蒂安曾是一艘丹麥私掠船的船長。他的母安娜·索菲是一個牧師的女兒，受宗教影響較深。在他出生時，其父放棄了船長的職位，轉而經營一家農場，然而似乎他並不適應這個職業，隨著拿破崙戰爭的爆發，柯丁的童年就變得動盪而沒有規律了。
漢斯·奧斯特是這個家庭的老朋友，他安排柯丁去哥本哈根當一位工匠的學徒。1836年柯丁啟程前往哥本哈根，這時奧斯特充當柯丁的老師，奧斯特指導他進入了丹麥技術大學（奧斯特本身就是這所大學的創辦人），并繼續指導和支持年輕的柯丁。
1841年柯丁畢業，在1845年任哥本哈根道路與橋樑檢查員前，曾當過一段時期的教師。1857年任哥本哈根市正式工程師。他監督建造了許多的公共住房、交通系統、照明設備和衛生設備，在丹麥國內乃至國際上都有很高的聲望。1886年，路德維格·奧古斯特·柯丁以專業工程師的身份退休。

## 科學工作
路德維格·奧古斯特·柯丁在流體力學、水文學、海洋學、氣象學、電磁學和熱力學等多個領域都有建樹。1872年丹麥氣象局建立，柯丁功不可沒。然而，他最應該被人們記住的工作是他所說的“自然力的不滅性原則”（principle of imperishability of the forces of nature）。這裡他可能是受到了達朗貝爾原理和漢斯·奧斯特永恆自然法則論等的影響。
當我第一次想到“自然力的不滅性原則”時，我...借用了自然力一定與自然的精神相關聯的觀點，目的不僅是爲了證明有永恆的理念，也爲了人類的靈魂。是宗教哲學教導我接受力的不滅性的。通過這個推理，我相信了人類靈魂一定是永恆的，所以對於自然的一般法來說也一定是這樣。 
1839年，柯丁和奧斯特一起做了水的壓縮試驗。他在他寫的第一部科學著作中總結了這個實驗。儘管沒有像焦耳於同年所做的那樣計算熱功當量，柯丁還是陳述了“在每一次試驗中，吸收的熱力的量和喪失的動力相等”的觀點。
伴隨著奧斯特的支持，一系列後續的定量試驗受到了Royal Danish Academy of Sciences and Letters的資助，1847年據此寫出了一份報告。1850年，柯丁測出了一個比現代功的熱當量(4.1860 J·cal−1)低大約14%的值，而同時焦耳測出的是4.159 J·cal−1。1852年柯丁又一次計算時便只比現在低3%了。

## 榮譽
- 1875年被選為瑞典皇家科學院院士。
- 1886年獲丹尼布羅格勳章十字獎章。[1]